# Chirocephalidae
Famille
Les Chirocephalidae sont une famille d'anostracés (Anostraca), des crustacés branchiopodes.

## Liste des genres
Selon BioLib (14 décembre 2017) :
- genre Artemiopsis Sars, 1897
- genre Branchinectella Daday, 1910
- genre Chirocephalus Prévost, 1803
- genre Dexteria Brtek, 1965
- genre Drepanosurus Simon, 1886
- genre Eubranchipus Verrill, 1870
- genre Pristicephalus

Selon Catalogue of Life (14 décembre 2017) :
- genre Artemiopsis
- genre Branchinectella
- genre Chirocephalus
- genre Dexteria
- genre Eubranchipus
- genre Linderiella
- genre Polyartemia
- genre Polyartemiella

Selon ITIS (14 décembre 2017) :
- genre Artemiopsis G. O. Sars, 1897
- genre Branchinectella Daday de Dées, 1910
- genre Chirocephalus Prévost, 1820
- genre Dexteria Brtek, 1965
- genre Eubranchipus Verrill, 1870
- genre Linderiella Brtek, 1964
- genre Polyartemia Fischer, 1851
- genre Polyartemiella Daday de Dées, 1909

## Liste de genres et espèces
Selon NCBI (14 décembre 2017) :
- genre Artemiopsis
  - Artemiopsis stefanssoni
- genre Chirocephalus
  - Chirocephalus bairdi
  - Chirocephalus croaticus
  - Chirocephalus diaphanus
  - Chirocephalus josephinae
  - Chirocephalus kerkyrensis
  - Chirocephalus marchesonii
  - Chirocephalus ruffoi
  - Chirocephalus salinus
  - Chirocephalus sarpedonis
  - Chirocephalus sibyllae
  - Chirocephalus spinicaudatus
- genre Eubranchipus
  - Eubranchipus bundyi
  - Eubranchipus grubii
  - Eubranchipus intricatus
  - Eubranchipus serratus
  - Eubranchipus vernalis
- genre Linderiella
  - Linderiella santarosae

## Publication originale
- Daday, 1910 : Monographie systématique des Phyllopodes anostracés. pp. 1-399 (texte intégral) (fr) et (la).